# Les Bleus (ducasse d'Ath)
Pour les articles homonymes, voir Les Bleus.

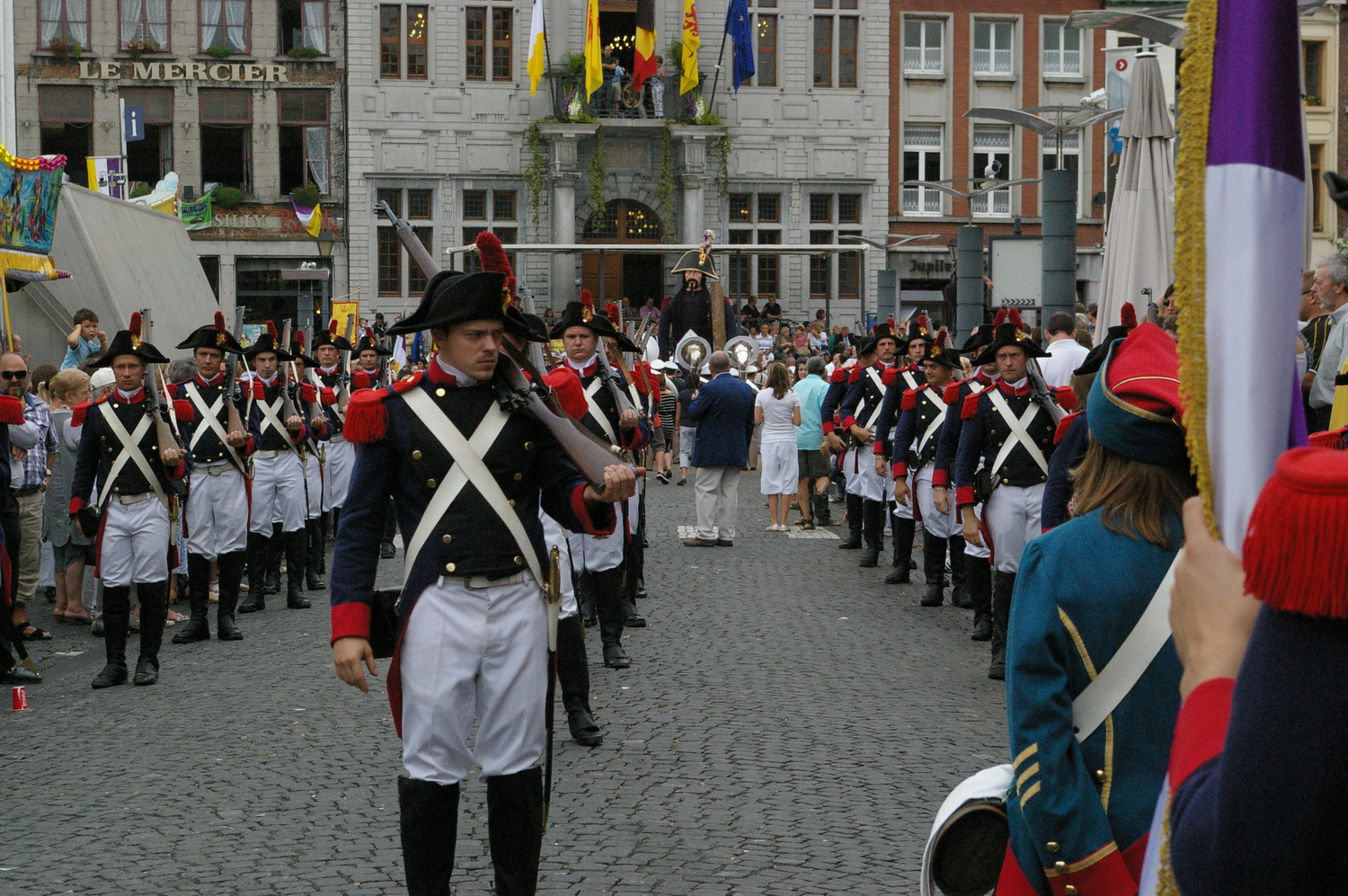
Le Compagnie des Bleus lors de la Ducasse d'Ath, en 2010

Dans la ducasse d'Ath, le groupe des "Bleus" forme l’escorte armée qui accompagne le géant Samson.
Les Bleus sont les survivants de l’ancienne confrérie des canonniers-arquebusiers d’Ath, placée sous la protection de Sainte-Marguerite. Le Serment de cette confrérie est attesté en 1478-1479. Les Bleus participent à la procession dès 1479. Le géant Samson, lui, ne sera introduit qu'en 1679. 
Au XVIIIe siècle, le groupe des "Bleus" sert aussi de garde d’honneur à Goliath et à sa femme le samedi de la ducasse. En 1806, avec la renaissance de la procession, les Bleus réintègrent la procession avec Samson et reprennent leurs fonctions le samedi après-midi. Comme Samson, les Bleus sont habillés en soldats français, rappelant ainsi la période française de notre histoire.
Une cantinière leur verse à boire. Ils tirent des salves tout au long du parcours sous les ordres de leur commandant.
Il est intéressant de comparer ce groupe avec les escortes des Samson d'Autriche, qui tirent également des salves lors des processions de la Fête-Dieu.